# 谈剑
谈剑（1974年—），中国女企业家，复星集团创始人之一。

## 经历
1970年生于上海，祖籍浙江慈溪，郭广昌前妻。1992年，一说1993年毕业于复旦大学计算机科学系取得学士学位。毕业后是复星集团“创业五人组”（郭廣昌、谈剑、梁信軍、汪群斌、范偉）中唯一一名女性，2001年负责复星在文教体育的战略投资，也掌管复星的信息技术领域，现任软件体育产业总经理、复星集团监事会主席。
谈剑也是广信科技的创始人之一，并创有健身俱乐部“星之健身”（StarGYM），任总裁，现为上海规模最大的连锁型健身俱乐部企业，早在2005年时已有15家连锁店。